# Isaías Vásquez Morán
Isaías Abrahán Vásquez Morán fue un agricultor, periodista y político peruano. Fue alcalde de la provincia de Sullana entre 2003 y 2007 y alcalde del distrito de Lancones durante cinco periodos entre 1987 y 2002.
Nació en el distrito de Lancones, provincia de Sullana, departamento de Piura, Perú, el 29 de marzo de 1956, hijo de José Amadeo Vásquez Távara y Emma Teolinda Morán Cortez. Cursó sus estudios primaros y secundarios en su localidad natal. Entre 1976 y 1977cursó estudios superiores de economía en la Universidad Nacional de Piura sin concluir la carrera. Asimismo, entre 1984 y 2005 cursó estudios superiores de periodismo en la Universidad Jaime Bausate y Meza. Desde 1985 se dedica a la actividad agropecuaria de manera independiente
Su primera participación política se dio en las elecciones municipales de 1986 cuanto fue elegido por primera vez como alcalde del distrito de Lancones por la Izquierda Unida. Fue reelegido cuatro veces consecutiva (1989, 1993, 1995 y 1998) por lo que ejerció este cargo por más de 15 años. En las elecciones municipales del 2002 fue elegido como alcalde provincial de Sullana, ejerciento ese cargo hasta el 2007. Esto último debido a que las elecciones municipales del 2006 en la provincia de Sullana fueron anuladas por lo que él tuvo que mantenerse en cargo hasta el 2007. Previamente participó en las elecciones regionales del 2006 como candidato a presidente regional de Piura por el Movimiento de Desarrollo Local sin éxito. Se presentó sin éxito a la reelección como alcalde de la provincia de Sullana en las elecciones municipales del 2010, 2014 y 2018.
Falleció en la ciudad de Piura el 29 de enero del 2022.